# جاي أوشي
جاي أوشي (بالإنجليزية: Jay O'Shea)‏ (مواليد 10 أغسطس 1988 في دبلن - جمهورية أيرلندا) لاعب كرة قدم أيرلندي يلعب حاليا لصالح نادي الدرجة الممتازة برمنغهام سيتي الإنجليزي منذ 2009 في مركز الجناح الأيمن كما يجيد اللعب في مركز المهاجم .

## روابط خارجية
- جاي أوشي على موقع قاعدة بيانات كرة القدم.إي يو (الإنجليزية)
- جاي أوشي على موقع Soccerbase.com (لاعب) (الإنجليزية)
- جاي أوشي على موقع عالم كرة القدم.نت (الإنجليزية)